# O Corneteiro Lopes
O Corneteiro Lopes é um curta-metragem brasileiro de 2003, dirigido por Lázaro Faria. Este filme, que é o quarto trabalho do diretor baiano, reconta livremente a história lendária de um evento ocorrido pelas guerras de independência pelo Brasil, após a declaração de Dom Pedro I.
A obra foi produzida com premiação do Edital 2002-Cine, do Governo do Estado da Bahia.

## Sinopse
O filme se passa em uma Bahia sitiada pelas tropas portuguesas, que deterioram aos poucos as forças de resistência comandadas pelo General Labatut. Quando acontece uma feroz ofensiva, o comandante ordena que Luiz Lopes (corneteiro português que estava ao lado da resistência baiana) toque a "retirada". Contudo, por motivações ambíguas, o corneteiro toca "avançar cavalaria, a degolar". Ao toque, as tropas portuguesas pensam que os baianos haviam conseguido reforços e tocam em retirada. Assim aconteceu a vitória da Batalha de Pirajá, decisiva para a independência da Bahia.

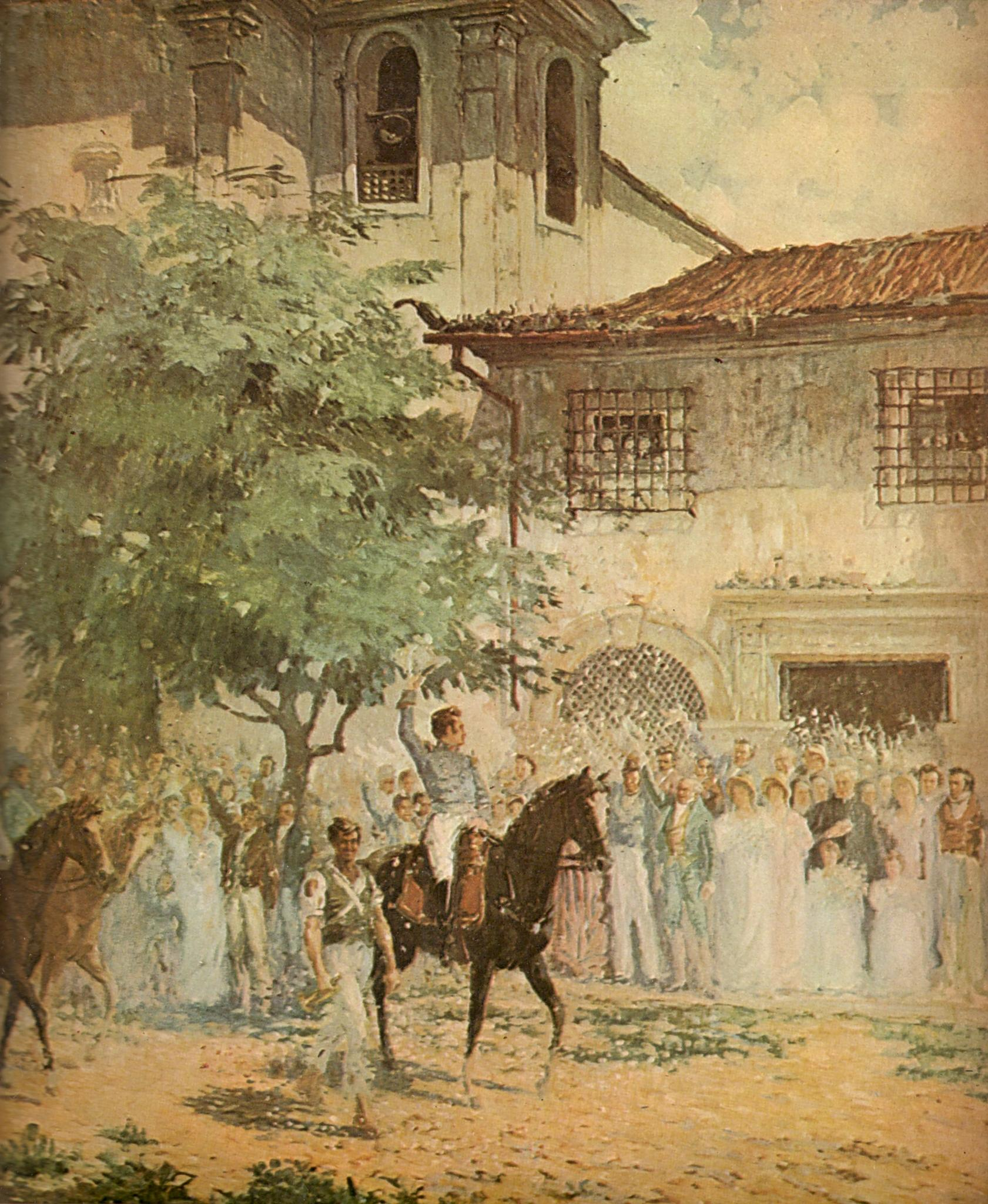
Entrada do Exército Libertador, pintura de Prisciliano Silva, de 1930. Retrata a entrada triunfante de Labatut em Salvador, junto com o corneteiro Lopes, em frente ao Convento da Soledade, em 2 de Julho de 1823. Acervo da Câmara Municipal de Salvador.

## Exibições
Dentre os eventos nos quais foi exibido, estão:
- 28º Festival Guarnicê de Cinema - São Luís - MA 2005
- 2º  Festival de Cinema de Campo Grande
- Mostra Nordeste - Natal-RN 2005
- 1º  Festival de Belém do Cinema Brasileiro - 2005
- 8º  FCVDC - Festival de Cinema, Vídeo e D-cine de Curitiba -  2004
- 32º FICA- Festival Internacional de Cinema do Algarve  2004
- XII Festival de Teresina - PI 2004

## Premiações
- 2005 - Melhor Direção de Arte, no 28º Festival Guarnicê de Cinema[2]
- 2004 - 3º Lugar, no XII Festival de Teresina-PI[2]

## Link externo
- Filme no youtube